# Леван (остров)

Карта острова Леван

Леван (фр. Ile du Levant) — французский остров, расположенный в Средиземном море у побережья Ривьеры между Марселем и Ниццей. Входит в группу Гиерских островов. Известен своими нудистскими пляжами и пышной флорой.
Около 90 % территории острова занято ракетным полигоном и закрыто для посетителей. Остальную часть занимают основанный в 1931 году докторами Андре и Гастоном Дюрвиль как центр натуризма городок Гелиополис или, во французском произношении, Эльополис («Город солнца») и заповедник Домен де Арбуазье («Царство земляничных деревьев»). В Эльополисе имеются церковь, школа, полицейский участок, рынок, мэрия, множество отелей и пансионов, ресторанов, магазинов — в последних самым ходовым товаром является «минимум», то есть одежда, считающаяся достаточной в зоне порта, на городской площади, в большинстве ресторанов и магазинов и на рынке — парео или стринги; в остальной части города и в заповеднике разрешена полная нагота, а на двух пляжах и на значительной части примыкающего к поселению побережья она (в тёплый сезон) обязательна.
В центре городка находится Форт Наполеон — крепость начала XIX века (1813).
Вся территория острова, не занятая полигоном, частная, и управляется ассоциацией Association Syndicale Libre des Propriétaires à l'Île du Levant.
Автомобилей на острове практически нет (исключая транспорт из порта к отелям, и несколько служебных машин); добраться до острова можно на пароме из Ле-Лаванду и Йера.
Между 1861 и 1878 годами на острове размещалась колония для сирот и малолетних преступников; 89 из них умерло.